# Sigma-Komplexe

Dieser Dihydrogenkomplex ist ein Beispiel für einen Sigma-Komplex.

Sigma-Komplexe (σ-Komplexe) sind eine Familie von Koordinationskomplexen, bei denen ein oder mehrere Liganden mit dem Metall über die Bindungselektronen in einer Sigma-Bindung wechselwirken.
Sigma-Komplexe sind oft sehr unstabil, jedoch trotzdem von großer mechanistischer Bedeutung. Sie stellen oft eine erste Wechselwirkung zwischen dem Metallzentrum und einem Kohlenwasserstoffsubstrat dar und gelten daher als Zwischenstufen vor der vollständigen oxidativen Addition.

## Arten von Sigma-Komplexen

### Wheland-Komplex
→ Hauptartikel: Wheland-Komplex
Der Wheland-Komplex ist ein Zwischenprodukt der elektrophilen Substitution an einem Aromaten.

#### Beispiel – Halogenierung von Benzol
Bei der Halogenierung von Benzol besteht der Sigma-Komplex aus den sechs Kohlenstoff-Atomen des Benzolrings. An jedem ist ein Wasserstoff-Atom gebunden. Zudem ist an einem Kohlenstoff-Atom ein zusätzliches Halogen-Atom gebunden. Dieses Kohlenstoff-Atom ist sp3-hybridisiert, die anderen sp2-hybridisiert. Der Ring ist in diesem Zustand nicht mehr aromatisch und positiv geladen. Die Ladung ist über den Ring delokalisiert.

### Dihydrogenkomplexe
→ Hauptartikel: Dihydrogenkomplex

### Sigma-Komplexe mit agostischen Wechselwirkungen
Sigma-Komplexe mit agostischen Wechselwirkungen sind eine besonders häufige Untergruppe der Sigma-Komplexe. Dabei wechselwirkt eine C-H-σ-Bindung an einem der Liganden mit dem koordinativ ungesättigte Metallzentrum unter Bildung eines Chelats.

### Übergangsmetall-Alkan-Komplexe
Übergangsmetall-Alkan-Komplexe binden ausschließlich über die C-H-Bindung.
Strukturell charakterisierte Beispiele sind selten, da C-H-σ-Bindungen im Allgemeinen schlechte Elektronendonatoren sind und in vielen Fällen die geschwächte C-H-Bindung vollständig gespalten wird (oxidative C-H-Addition).